# III. Gusztáv avagy az álarcosbál
A III. Gusztáv avagy az álarcosbál Daniel Auber 1833. február 27-én Párizsban bemutatott ötfelvonásos operája. A szövegkönyv Eugène Scribe munkája. A témát a francia zeneszerzőn kívül még két másik operaszerző dolgozta fel: Giuseppe Verdi és Saverio Mercadante. Mikor Auber III. Gusztávja színre került, az eseményekben érintettek egy része még élt. Így Ribbin gróf (az egyik összeesküvő), John Jacob Anckarström kapitány (aki az operában Anckarström grófként szerepel) és annak felesége, Amélia, aki egyébként nem sokkal a darab színre vitele után járt is Párizsban. A III. Gusztáv avagy az álarcosbál a maga korában népszerű opera volt, a párizsi bemutató sikere után rövidesen az egész kontinenst bejárta.

## Az opera szereplői
| Szereplő                             | Hangfekvés   |
| ------------------------------------ | ------------ |
| III. Gusztáv, svéd király            | tenor        |
| Anckarström gróf, a belügyminisztere | basszus      |
| Amélia, a felesége                   | szoprán      |
| Oscar, a király apródja              | mezzoszoprán |
| Arvedson asszony, jövendőmondó       | kontraalt    |
| Ribbin gróf, az egyik összeesküvő    | tenor        |
| De Horn gróf, szintén összeesküvő    | bariton      |
| Christian, kiszolgált tengerész      | basszus      |
| Armfelt, igazságügyminiszter         | tenor        |
| Amélia szolgája                      | tenor        |

- Játékidő: 183 perc
- Helyszínek: I. felvonás: terem a királyi palotában, II. felvonás: a jósnő kunyhója, III. felvonás: az akasztottak dombjánál, IV. felvonás: terem Anckarström házában, V. felvonás: terem a királyi palotában

## Az opera cselekménye

### I. felvonás
A királyi palota egyik termében gyülekeznek az összeesküvők. Majd megérkezik maga a király, utána nem sokkal Anckarström gróf, aki egy ellene készülő összeesküvésre figyelmezteti uralkodóját. Ezután a ceremóniamester jelenik meg: arra kéri a királyt, hogy ő rendezze meg az általa írt balettelőadást. De III. Gusztáv egy orosz háború lehetőségeit latolgatva nem szívesen hagyná el palotáját, ezért végül odarendeli az egész balett-társulatot. Az igazságügyminiszter érkezik, és Averdson jövendőmondó asszony ellen tesz panaszt: kéri a jósnő száműzetését. A király azonban nincs meggyőződve kérése jogosságáról, ezért minden jelenlévőt meghív Arvedson szeánszára.

### II. felvonás
A jósnő házában már sokan várakoznak. Többek között Christian, a kiszolgált királyi tengerész, aki nem kapta meg a remélt jutalmat. A jósnő azonban megnyugtatja: hamarosan pénzt és rangot fog kapni. A király álruhájában már elvegyült a tömegben, és ezt hallva egy papírost csempész a tengerész hátizsákjába. A matróz nem tud hova lenni az álmélkodástól. Ezután Amélia szolgája toppan be, és sürgős kihallgatást kér úrnőjének. Arvedson mindenkit kiküld a szobából, de a király elrejtőzik, és kihallgatja Amélia szavait. Az asszony bevallja a jósnőnek, hogy szerelmes a királyba, de érzelmeit feledni akarja. Arvedson egy fűből készült főzetet ajánl, amelyhez a szükséges alapanyagot Améliának kell beszereznie éjfélkor az akasztottak dombjánál. A király elhatározza, hogy majd maga is odamegy. Ekkor Anckarström gróf jön az egész udvartartással. A király álruhában jóslatot kér. Az asszony azt mondja neki, hogy az az ember fogja kioltani az életét, akivel most kezet fog. Gusztáv a mit sem sejtő Anckarströmnak nyújtja jobbját, és felnevet. Megfizeti a jósnő szolgáltatásait, és végül száműzi.

### III. felvonás
Amélia és Gusztáv az akasztottak dombjánál találkoznak, és megvallják egymás iránti érzelmeiket. Ezután az asszony férje érkezik, és figyelmezteti a királyt, hogy az ellene szervezkedők a nyomában vannak. Meneküljön gyorsan, ő addig feltartóztatja a lázongókat. Nem ismeri fel az elfátyolozott hölgyet, és ígéretet tesz, hogy elkíséri Stockholm kapujáig. Az összeesküvők csalódottan eszmélnek rá, hogy a király kicsúszott a kezeik közül, de ragaszkodnak a hölgy leleplezéséhez. Anckarström döbbenve ismeri fel saját feleségét. A tömeg nevetve távozik, megvan a holnapi botrány. 

### IV. felvonás
Anckarström és felesége hevesen veszekednek. Az asszony bevallja érzelmeit, a férj minden haragja a király ellen fordul. Betoppan az összeesküvők vezére, Anckarström egyezséget ajánl, és maga is csatlakozik az elégedetlenkedőkhöz. Sorsvetéssel döntik el, ki lesz a király gyilkosa. A visszatérő Améliának kell egy vázából kihúznia az egyikük nevét. A kihúzott cetlin a férje neve szerepel. Oscar érkezik, és mindenkit meghív a holnap esti fényes álarcosbálra. Ez kapóra jön az összeesküvőknek, és elfogadják a meghívást.

### V. felvonás
III. Gusztáv el akarja felejteni Amélia iránt érzett szerelmét, ezért annak férjét finn nagykövetté nevezi ki, így férj és feleség együtt elutazhatnak. Megkezdődik a bál. A forgatagban a király és Amélia egymás mellé sodródnak. Anckarström ekkor sújt le a tőrrel. A gárdisták lefegyverzik és elfogják a merénylőt, a haldokló király felfedi Améliával kapcsolatos terveit, mindenkinek megbocsát, majd meghal.